# جورج زفايج
جورج زفايج (بالإنجليزية: George Zweig)‏ (ولد يوم 30 مايو 1937 في موسكو - الاتحاد السوفيتي من عائلة يهودية)، تلقى تعليمه حول فيزياء الجسيمات على يد ريتشارد فاينمان ثم بعد ذلك نقل اهتمامه إلى العلوم العصبية. وقد أمضى سنوات كعالم أبحاث في مختبر لوس ألاموس الوطني ومعهد ماساتشوستس للتقنية، ولكنه اعتبارا من سنة 2004 بدأ بالعمل في صناعة الخدمات المالية.
تخرج في جامعة ميشيغان سنة 1959، وقد اقترح زفايج وجود الكوارك عندما كان طالب دراسات عليا بالفيزياء في معهد كاليفورنيا للتكنولوجيا سنة 1964 بشكل منفصل عن موري جيلمان. وقد أدرك مثل جيلمان بأنه من الممكن شرح خصائص الجسيمات مثل البروتون والنيوترون وذلك بمعاملتها على أنها ثلاثة توائم من الجسيمات الأخرى (وقد أسماها بالآس -Ace- وأسماها جيلمان الكواركات). وكما أشار عالم الفيزياء الفلكية جون جريبن، فقد استحق جيلمان بجدارة جائزة نوبل سنة 1969، وذلك لإسهاماته الشاملة والاكتشافات المتعلقة بتصنيف الجسيمات الأولية وتفاعلاتها؛ ولم يتم القبول بنظرية الكواركات بالكامل في ذلك الوقت، ولم يتم ذكرها بشكل محدد. وفي السنوات التالية، بدأت تلك النظرية تترسخ كنموذج قياسي لفيزياء الجسيمات، على الرغم من مساهمات زفايج لنظريات الفيزياء الحديثة، إلا أنه لم يتم منحه جائزة نوبل.
وقد انتقل زفايج لاحقا إلى أبحاث العلوم العصبية، ودراسة تحويل الصوت إلى نبضات عصبية في قوقعة الأذن في الأذن البشرية. وخلال تلك الدراسة في الأذن، اكتشف تحويل المويجات المستمر.